# Bruno Fontaine (musicien)
Pour les articles homonymes, voir Bruno Fontaine et Fontaine.
Bruno Fontaine, né le 21 mai 1957 à Épinal (Vosges), est un pianiste, chef d'orchestre, directeur musical, arrangeur et compositeur de musiques de films français.

## Biographie

### Carrière
Ayant commencé le piano à trois ans, il entre à 11 ans dans les classes de Pierre Sancan et Jean Hubeau au Conservatoire national supérieur de musique de Paris où il obtient, quatre ans plus tard, cinq premiers prix.
Après un séjour aux États-Unis où il rencontre Don Costa, arrangeur entre autres de Frank Sinatra, il entame en 1984 une collaboration avec la soprano américaine Julia Migenes dont il devient l'arrangeur et le directeur musical, comme il le sera ensuite de Johnny Hallyday ou de Mylène Farmer. En 1992, il assure la direction musicale et les arrangements de l'album Illusions d'Ute Lemper, récompensé par le Grand Prix de l’académie Charles-Cros. Ses arrangements et compositions pour On connaît la chanson et Pas sur la bouche d'Alain Resnais lui ont valu des nominations aux Victoires de la musique et aux Césars.
En tant que compositeur, il est l'auteur de nombreuses musiques de film, collaborant régulièrement avec Jeanne Labrune. À la demande de Jérôme Deschamps, il a aussi composé les Hulophonies, deux suites symphoniques inspirées des musiques des films de Jacques Tati,  créées au festival de Cannes 2002. Plus récemment, il a composé la musique de Cavaliers seuls de Delphine Gleize et Jean Rochefort, comédien avec lequel il s'est produit au théâtre dans Heureux, un spectacle sur Erik Satie.
Toujours au théâtre, il est directeur musical de L'Opéra de quat'sous de Kurt Weill et Bertolt Brecht, mise en scène de Laurent Pelly, à la Comédie-Française d'avril à juillet 2011. Il a également collaboré à la conception musicale des deux derniers spectacles de James Thierrée , Au revoir, parapluie et Raoul.
Il poursuit parallèlement une carrière de pianiste soliste avec des formations aussi variées que l'Ensemble orchestral de Paris, l'Orchestre de la Suisse romande, le quatuor Ysaye, Michel Portal, Ophélie Gaillard, Sonia Wieder-Atherton, Henri Demarquette, Yutaka Sado, Philippe Bender, Les Rita Mitsouko, Paolo Conte, Mísia, Emilie Simon, Abd Al Malik, Yom, etc.
Bruno Fontaine est lauréat du Grand Prix SACEM 2013 pour la Musique à l'Image.

## Filmographie
en tant que compositeur
- 1997 : On connaît la chanson d'Alain Resnais
- 1999 : Rien sur Robert de Pascal Bonitzer
- 1999 : La vie ne me fait pas peur de Noémie Lvovsky
- 2000 : Ça ira mieux demain de Jeanne Labrune
- 2002 : Tangos volés d'Eduardo de Gregorio
- 2002 : C'est le bouquet ! de Jeanne Labrune
- 2003 : Pas sur la bouche d'Alain Resnais
- 2004 : Cause toujours ! de Jeanne Labrune
- 2009 : Sœur Sourire de Stijn Coninx
- 2010 : Cavaliers seuls de Delphine Gleize et Jean Rochefort

## Discographie sélective
- 1989 : En concert, Mylène Farmer (claviers)
- 1991 : L'Autre…, Mylène Farmer (piano)
- 1992 : Illusions, Ute Lemper - Decca (arrangements et direction musicale)
- 1995 : City of Strangers, Ute Lemper - Decca (arrangements et direction musicale)
- 1996 : John Williams Plays the Movies, John Williams (guitare), London Symphony Orchestra, Bruno Fontaine (dir.) - Sony Music (arrangements et direction musicale)
- 2003 : W. A. Mozart : Sonates pour piano, Bruno Fontaine (piano) - Transat Live (ffff Télérama)
- 2004 : Pas sur la bouche (BO du film) - Naïve (nouveaux arrangements, composition et direction musicale)
- 2004 : Saisons, Improvisation, Bruno Fontaine (piano)  - Ambroisie[3]
- 2004 : Gabriel Fauré : L'Œuvre pour violoncelle et piano, Ophélie Gaillard (violoncelle), Bruno Fontaine (piano) - Ambroisie
- 2004 : Les Musiques des films de Jeanne Labrune - Naïve (composition et direction musicale)
- 2006 : Les Rita Mitsouko en concert, Les Rita Mitsouko, Orchestre Lamoureux, Bruno Fontaine (dir.) - Virgin (arrangements et direction musicale)
- 2006 : Jean-Sébastien Bach : Partitas et Toccatas, Bruno Fontaine (piano) - Transart Live
- 2009 : George Gershwin : Concerto en fa, Rhapsody in Blue, Bruno Fontaine (piano), Orchestre national de Lille, David Wroe (dir.) - Transart Live
- 2013 : Gréco chante Brel, Juliette Gréco, Bruno Fontaine (arrangements et direction musicale) - Deutsche Grammophon
- 2013 : Ragtime, Bruno Fontaine (piano) - Aparté
- 2016 : Wilson chante Montand, Lambert Wilson, Bruno Fontaine (arrangements et direction musicale) - Sony Music

## Vidéographie
- Christian Leblé, Portrait d'artiste : Bruno Fontaine - Trouvailles, retrouvailles, documentaire, 2005

## Publication
- Alain Resnais, les coulisses de la création - Entretiens avec ses proches collaborateurs, de François Thomas, Armand Colin, 2016